# Babacar Cissé
Pour les articles homonymes, voir Cissé.
Babacar Cissé, né le 2 décembre 1975 à Ndoulo (Sénégal), est un joueur sénégalais de basket-ball.  Il mesure 1,88 m et évolue au poste de meneur.

## Biographie
Il a joué comme meneur pour Saint Thomas Basket Le Havre et avec l'équipe du Sénégal de basket-ball.
Babacar Cissé a participé au Mondial 2006 au Japon.

## Clubs successifs
- 1990-1992 :  BOPP (D2)
- 1992-1993 :  BOPP (D1)
- 1995-2000 :  Cabourg Basket (Nationale 3 puis 2)
- 2000-2001 :  AC Golfe-Juan-Vallauris (Nationale 2)
- 2001-2005 :  JA Vichy (Pro B, puis Pro A)
- 2005-2007 :  STB Le Havre (Pro A)
- 2007-2011 :  Fos OPB (NM1, puis Pro B)
- 2011-2012 :  Istres Sport (Pré-national)

## Carrière en équipe du Sénégal
Babacar Cissé est international, il a participé au Mondial 2006 au Japon.

## Palmarès
- Champion du Sénégal D2 avec BOPP 1991-1992
- Champion du Sénégal avec BOPP 1992-1993
- Champion de France Nationale 3 avec Cabourg 1999-2000
- Champion de France Nationale 2 avec Golfe Juan 2000-2001
- Champion de France Pro B avec Vichy - Montée en Pro A 2001-2002

### Titres individuels
- Désigné Roi du basket au Sénégal soit MVP de la saison 1993
- Médaille de bronze au Championnat d'Afrique à Nairobi (Kenya) 1993
- All-Star LNB 2002-2003
- Meilleur passeur du championnat d'Afrique des Nations avec 22 passes en 7 matches (2003)
- All-Star LNB 2003-2004